# Kazakhstan sous l'Empire russe

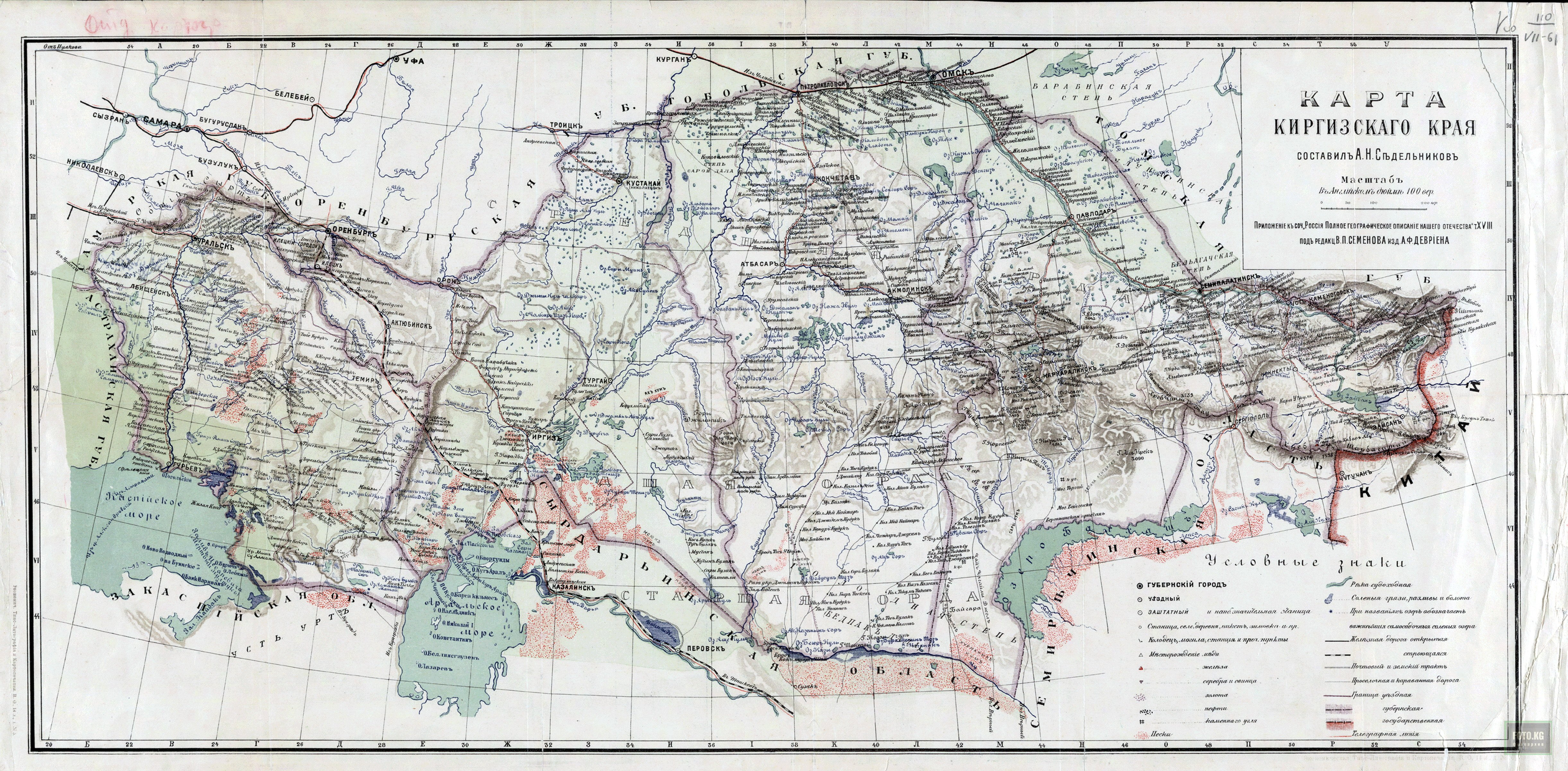
Carte de la région kirghize (1903)

Le Kazakhstan est sous domination de l'Empire russe à partir du XVIIIe siècle et jusqu'à la fin de l'Empire.

## Premier protectorat russe
Afin de renforcer son pouvoir sur les khans de la moyenne et de la grande jüz, le khan Aboulkhaïr de la petite jüz décida d'établir des relations diplomatiques avec la Russie. En 1730, il s'adressa avec ses fils Nouraly et Ieraly à l'impératrice Anne pour lui demander d'accorder la citoyenneté russe aux Kazakhs de la petite jüz. La situation de luttes entre jüz et d'affaiblissement des Kazakhs était avantageuse pour la Russie, c'est pourquoi, en 1731, cette demande fut acceptée, et la petite jüz fut mise sous protectorat de la Russie. En 1732, Sameke Khan (ru), dirigeant de la jüz moyenne, a prêté serment à l'impératrice russe, et en 1740, la mise sous protectorat russe des Kazakhs de la jüz moyenne a été confirmée par Abylaï Khan. Les khans de la petite et de la moyenne jüz s'engagèrent à protéger les frontières russes, à prêter main-forte aux intérêts militaires, politiques et commerciaux russes sur leur territoire et à payer le iassak. En échange, les autorités russes garantirent aux Kazakhs des petite et moyenne jüz la protection contre les incursions dévastatrices des Dzoungars et des Bachkirs.
Après la mort du khan Aboulkhaïr en 1748, l'influence russe sur les steppes kazakhes diminua. Batyr Khan, qui avait disputé à Nouraly Khan le contrôle de la petite jüz, se tourna vers le Khanat dzoungar, et après que celui-ci ait été défait par l'Empire Qing en 1756, reconnut la suzeraineté de Pékin sur la petite jüz. Le sultan Abylaï, qui régnait de facto sur la moyenne et la grande jüz à travers son oncle Abilmambet Khan, mena une guerre pendant deux ans contre l'Empire Qing, et parvint à chasser les Chinois (qui manquaient de ressources pour poursuivre la guerre).

## Construction des lignes de fortifications russes
L'expansion de l'Empire russe sur les terres kazakhes a commencé par la construction par les Russes de lignes de fortification le long de la frontière russo-kazakhe, suivie de l'adoption par le gouvernement de mesures incitatives pour que les paysans et commerçants russes s'installent dans cette zone, et de pressions politico-économiques sur les autorités locales. C'est en 1716 qu'a commencé la construction de la première ligne de fortifications, près de l'Irtych ; en 1752, elle reliait trois forteresses sibériennes : Omsk, Semeï et Öskemen. Entre 1737 et 1742, la ligne de fortifications d'Orenbourg relia Orenbourg à Troïtsk. Entre 1740 et 1750, un certain nombre d'avant-postes ont été érigés. En 1811, la ligne de fortifications d'Ilek fut achevée. Au début du XIXe siècle, en tout, quatre lignes de fortifications avaient été construites, comprenant 46 forteresses et 96 redoutes. La colonisation s'est accompagnée d'expulsions de Kazakhs des meilleures terres à proximité des rivières afin d'accueillir des populations de Russie centrale.

## Rétablissement du protectorat russe sur les Kazakhs des petite et moyenne Jüz
La plupart des clans de la petite jüz et certains clans de la moyenne jüz ont soutenu la guerre des paysans russes (1773-1775), ce qui a servi de prétexte à la Russie pour renforcer sa position au Kazakhstan. La politique de Catherine II était une combinaison de répression militaire, de stimulation des intérêts économiques des Kazakhs en Russie, et d'expansion culturelle et idéologique. Elle a en particulier envisagé l'islamisation des Kazakhs par les Tatars de Kazan comme un moyen de civilisation et de contrôle idéologique. En 1784, un oukase a été publié pour promouvoir la construction massive de mosquées, de médersas et de caravansérails dans les steppes kazakhes sous le contrôle des Tatares. En 1789, la première autorité spirituelle musulmane russe a été créée à Oufa, dont l'un des buts les plus importants était de propager l'islam parmi les Kazakhs nomades. Au début du XIXe siècle, l'islam était devenu la religion dominante dans les steppes kazakhes.
Catherine II accordait une importance particulière à la sédentarisation des Kazakhs nomades, et a favorisé l'installation des paysans russes dans les steppes kazakhes et la formation des nomades locaux aux techniques agricoles. En 1787, les autorités russes ont réalisé une division administrative du territoire de le Petite jüz en trois régions gérées par des conseils d'anciens élus et des tribunaux dans lesquels étaient représentés les Kazakhs et Russes. Le conseil et le tribunal rendaient compte à la fois au Khan kazakh et aux autorités russes.
Puisque les fonctions politiques avaient été transférées à Saint-Pétersbourg, le titre de khan n'eut plus qu'une valeur honorifique. Ce titre fut aboli en 1818 au sein de la Jüz moyenne, et en 1824 pour la Petite jüz. Peu après, les terres de la Jüz moyenne furent adjointes au territoire de la Sibérie occidentale sous le nom de « steppe kirghize ». En 1844, les Kazakhs issus de l'ex Petite jüz passent sous le contrôle du Département asiatique du Ministère des affaires étrangères et du Commandement militaire d'Orenbourg.

## Les réformes de Speranski
Entre 1820 et 1840, des réformes concernant les steppes kazakhes ont été mises en place par Speranski, alors gouverneur de Sibérie occidentale. Le but de ces réformes était de substituer le maillage administratif russe aux anciennes divisions par clans des Kazakhs afin de mieux intégrer ces derniers à l'Empire. La steppe fut divisée en quatre régions, subdivisées en 87 volosts.
Le but de ces réformes économiques était de sédentariser les Kazakhs nomades et de poursuivre la colonisation du Kazakhstan. Elles accordaient gratuitement des terres aux simples nomades, ainsi que des semences et du matériel agricoles. Les chefs et notables se voyaient offrir plus de terres, et les beys encore plus. Parallèlement, les terres des Kazakhs furent saisies, et l'accès des nomades à ces terres fut restreint. La réforme prévoyait également d'exempter de taxes les commerçants russes et kazakhs au Kazakhstan.
En 1841, le code des steppes a été créé.

## Établissement du protectorat russe sur la Grande jüz et les autres territoires du Kazakhstan
Après que le Khanat dzoungar a été défait par la dynastie Qing et que la guerre sino-kazakhe de 1756-1759 se soit achevée, Abylaï Khan commença à devenir populaire, et fut reconnu Khan de toutes les jüz en 1771. Sous son règne, les Kazakhs parvinrent à lutter efficacement contre la Russie et la Chine. Abylaï Khan reconquit plusieurs territoires ayant appartenu aux Kazakhs par le passé, repoussant le Khanat de Boukhara, les Kirghizes, le Khanat de Kokand, et s'emparant même de Tachkent. Cependant, faute de successeur talentueux, la mort d'Abylaï laissa les Kazakhs affaiblis. Les Russes reprirent leur politique de colonisation du Kazakhstan, occupant les territoires du Nord et érigeant les forteresses de Kokchetaou, Astana (alors Akmolinsk), Zerendy, Atbassar, etc. Les Kazakhs durent à nouveau lutter contre les Russes (voir révoltes kazakhes). Un meneur ayant dirigé l'un des mouvements de résistance kazakhe les plus organisés est Kenessary Qasymuly (Kenessary Kassymov), reconnu Khan en 1841 ; le mouvement dura dix ans, mais les Russes réussirent à le juguler en éliminant Kassymov en 1847. Après cela, la Russie occupa tout le Nord du Kazakhstan.

## Occupation du Kazakhstan par l'Empire russe
Entre 1864 et 1865, sous l'assaut du général Tcherniaïev, les villes de Chimkent, Tachkent et Turkestan. La Jüz moyenne et la Petite jüz furent divisées en six oblasts et inclus dans les trois gouvernements de l'Empire russe : l'oblast du Syr-Daria et celui de Semiretchie sous le gouvernement du Turkestan ; les oblasts d'Ouralsk et de Tourgaï sous le gouvernement d'Orenbourg ; les oblasts d'Akmolinsk et de Semipalatinsk sous le gouvernement de l'administration sibérienne occidentale. Chaque zone était dirigée par un officier russe, auprès duquel siégeait un conseil consultatif composé de représentants de l'aristocratie kazakhe.

## La réforme de Kaufmann au Turkestan
Entre 1867 et 1881 au Turkestan, le gouverneur Kaufmann abolit l'esclavage et adopta une série de réformes pour intégrer les lois foncières locales et russes, l'administration et la jurisprudence locales. En 1886, en raison de l'accroissement de la production agricole des Kazakhs, l'état abandonna son droit de propriété sur les terres agricoles, laissant l'agriculteur détenteur de ses terres ; ne restèrent plus dans le domaine public que les forêts, les rivières et les terres non cultivées sur le territoire du Turkestan. La plupart des terres fertiles furent retirées de la distribution, car classées comme non-cultivées, et représentaient le fonds agricole pour les colons russes.

## Changement d'attitude des autorités envers l'islam
L'islamisation du Nord du Kazakhstan a été menée par les Tatars de Kazan, qui, la plupart du temps, étaient favorables à une pleine intégration des musulmans russes dans la vie socio-politique, économique et culturelle de l'Empire russe. Dans le Sud du Kazakhstan, cependant, l'islamisation a été portée par des missionnaires du Khanat de Kokand et d'autres régions d'Asie centrale, favorables à un islam traditionnel et fondamentalement antirusses. Dans les années 1880, les courants panislamistes et panturcs ont commencé à se répandre parmi les Kazakhs, comme chez d'autres peuples musulmans de l'Empire russe. Les autorités russes virent dans le panislamisme et le panturquisme une menace pour l'intégrité territoriale de l'Empire, et instaurèrent une politique plus rigide à l'égard de l'islam.

## Émergence d'une élite intellectuelle kazakhe
Afin de former les cadres locaux, l'administration coloniale russe avait créé un réseau d'écoles russo-kazakhes. Un certain nombre de Kazakhs diplômés de ces écoles eurent la possibilité de poursuivre leurs études dans les lycées d'Orenbourg, d'Omsk et de Semipalatinsk. Parmi ces premiers représentants de l'élite intellectuelle kazakhe laïque, on trouve Tchokhan Valikhanov, Ibraï Altynsarine (en) et Abaï Kounanbaïouly.

## Développement socio-économique
Durant la seconde moitié du XIXe siècle, les steppes kazakhes étaient devenues une province semblable à toutes les autres provinces de l'Empire russe. À l'exception des Kazakhs nobles, qui prenaient part à la politique russe, et de la hiérarchie militaire, les kazakhs étaient classés dans la catégorie des «allogènes», et détenaient des droits politiques et civiques limités. Du point de vue économique, la fin du XIXe siècle est marquée par l'apparition d'industries minières (houille, pétrole), et par la construction du Transsibérien, reliant Omsk et Orenbourg, et améliorant par là la communication du Kazakhstan avec la Russie occidentale.

## Le Kazakhstan pendant la Première Guerre mondiale
Bien que le chef spirituel des musulmans sunnites ait été ottoman, l'entrée de l'Empire ottoman dans la Première Guerre mondiale contre la Russie n'a pas causé de troubles parmi les musulmans. Cependant, à mesure que la guerre s'éternisait, l'affaiblissement de la croissance et la fatigue engendrèrent une augmentation des tensions sociales dans toute la Russie, y compris parmi les musulmans. Le 25 juin 1916, le tsar Nicolas II publia un décret obligeant un demi-million de musulmans d'Asie centrale à participer aux travaux d'arrière-front. Des manifestations anti-gouvernementales éclatèrent alors en Asie centrale.
Ces émeutes ont été réprimées vers janvier 1917 : environ trois mille rebelles furent jugés et jetés en prison, 300 furent condamnés à mort, mais une partie d'entre eux réussit à se cacher dans les steppes et les montagnes ou à fuir en Chine.
La Révolution de Février ranima la vie politique au Kazakhstan. Lors de la première conférence de tous les Kirghizes à Orenbourg en août 1917, l'Autonomie d'Alash fut créée, qui devait lutter pour l'indépendance du Kazakhstan de la Russie.

## Sources
- Histoire de l'Orient (6 tomes). Tome IV L'Orient à l'époque moderne (fin du XVIIIe siècle — début du XXe siècle), livres 1 et 2 — Moscou: édition «Littérature orientale» de l'Académie des sciences de Russie, 2004.  (ISBN 5-02-018387-3)